# Kilómetro cuadrado

1 kilómetro cuadrado está compuesto por 100 ha (hectáreas).

El kilómetro cuadrado es la unidad de superficie, o área, que corresponde con un cuadrado de un kilómetro de lado. Equivale a un millón de metros cuadrados. En el Sistema Internacional de Unidades (SI), su símbolo es km²: no admite punto, ni mayúscula, ni plural (véanse normas ortográficas de los símbolos del SI).

## Conversiones
1 km² es igual a:
- 1 000 000 m²
- 100 ha
- 0,386 102 millas cuadradas
- 247,105 381 acres

Recíprocamente:
- 1 m² = 0,000 001 km² (también 1×10−6 km²)
- 1 ha = 0,01 km² (también 1×10−2 km²)
- 1 milla cuadrada = 2,589 988 km²
- 1 acre = 0,004 047 km²

## Orden de magnitud
- La Ciudad del Vaticano, el país más pequeño del mundo, mide 0,44 km².
- Mónaco, el segundo país más pequeño del mundo, mide 1,95 km².
- Nauru, el tercer país más pequeño del mundo, mide 21,3 km².

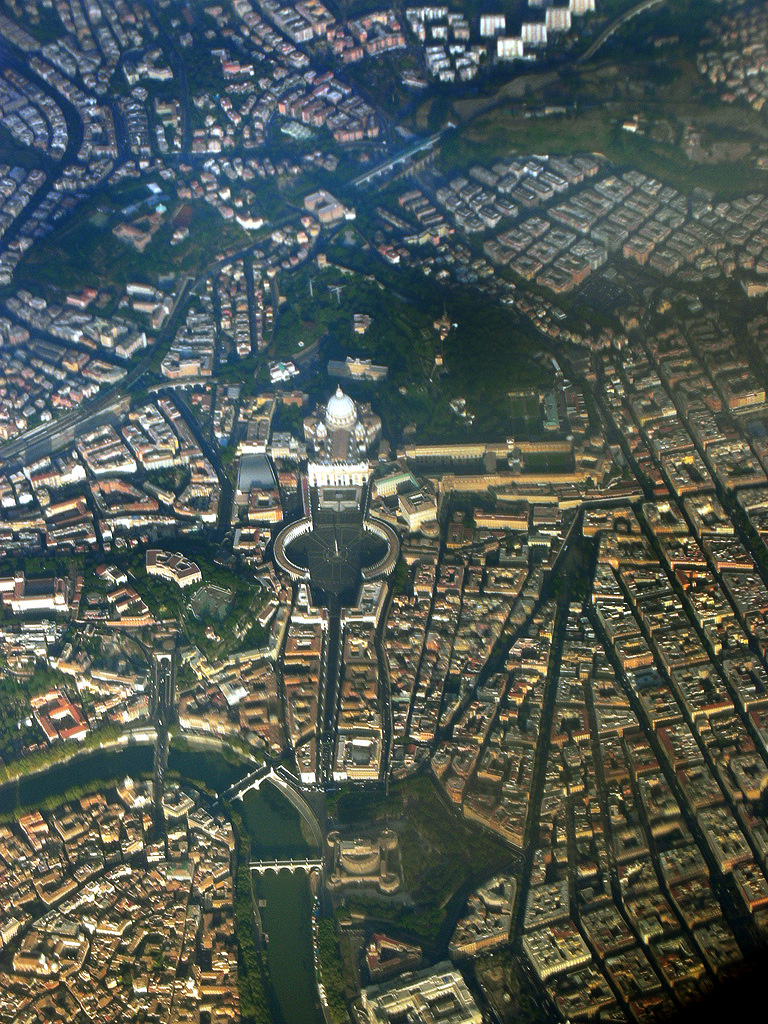
La Ciudad del Vaticano, 0,44 km².
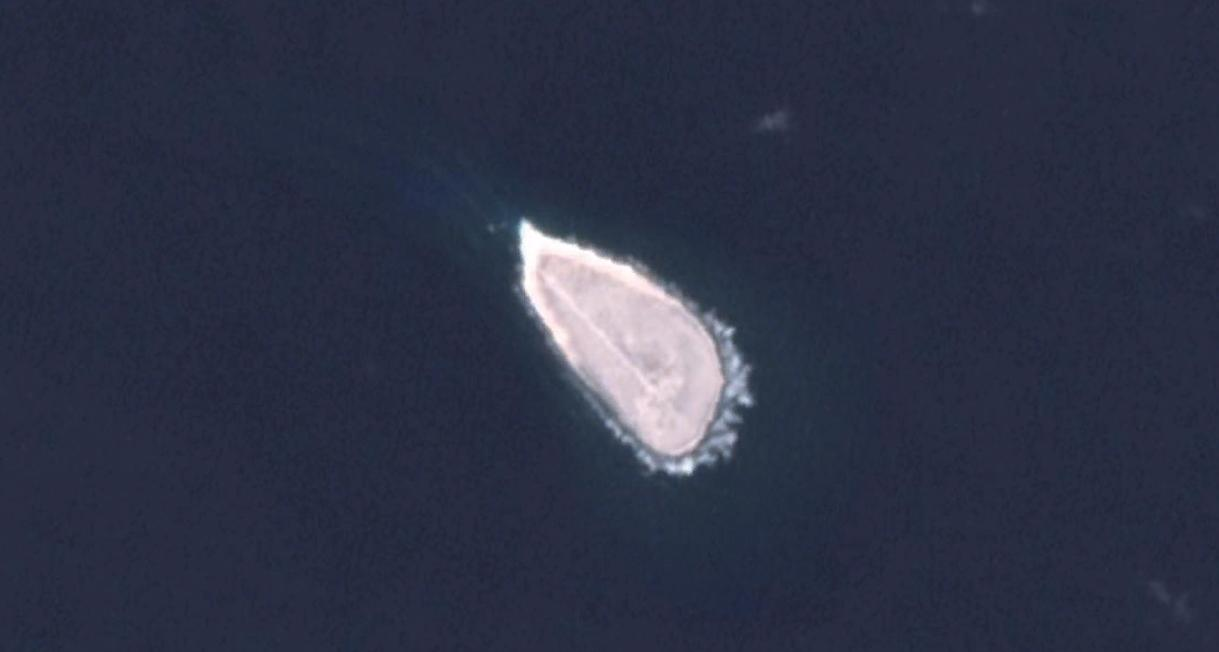
La isla Tromelin en el océano Índico, 1 km².
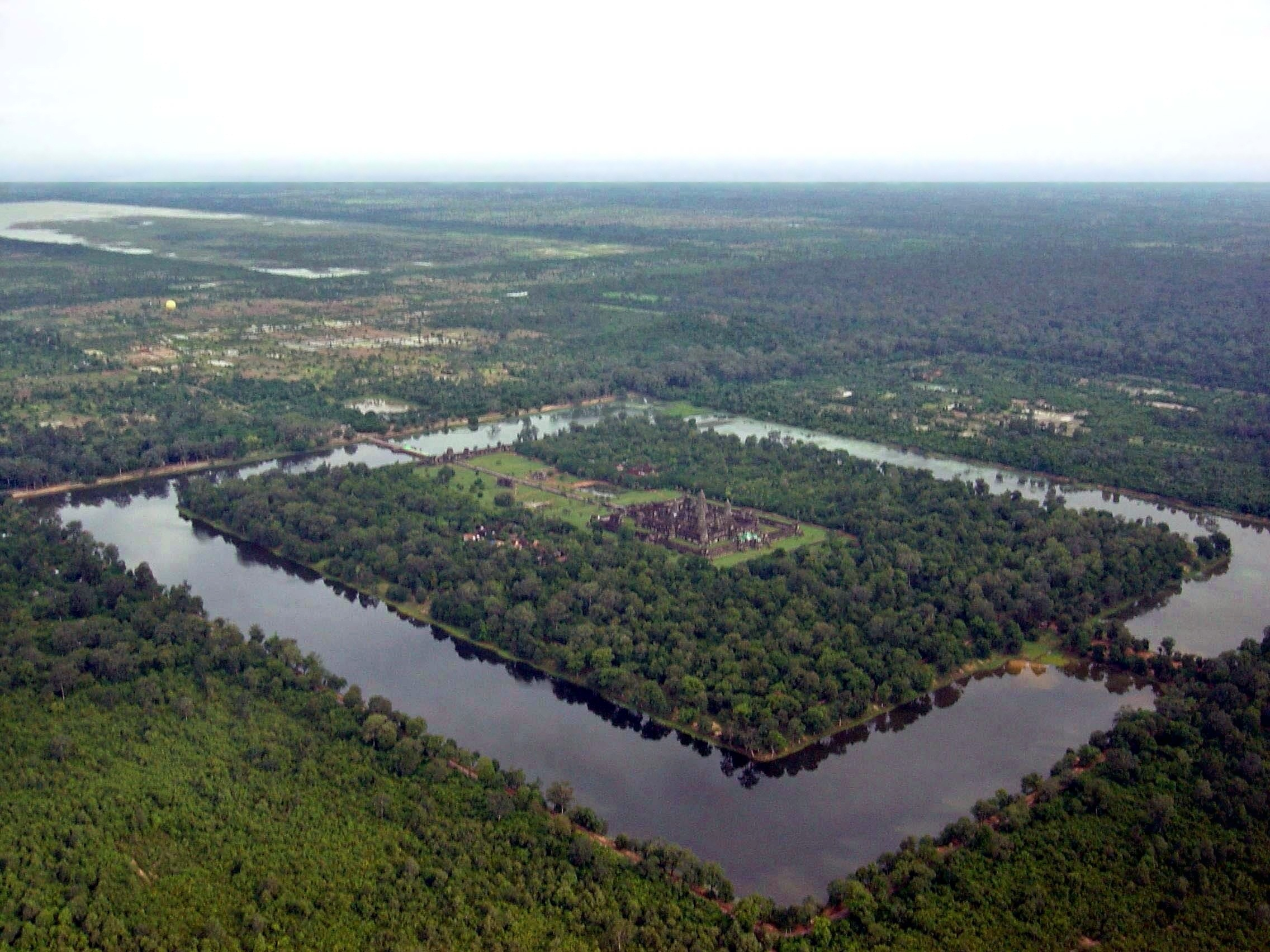
Recinto de Angkor Wat 1 km².
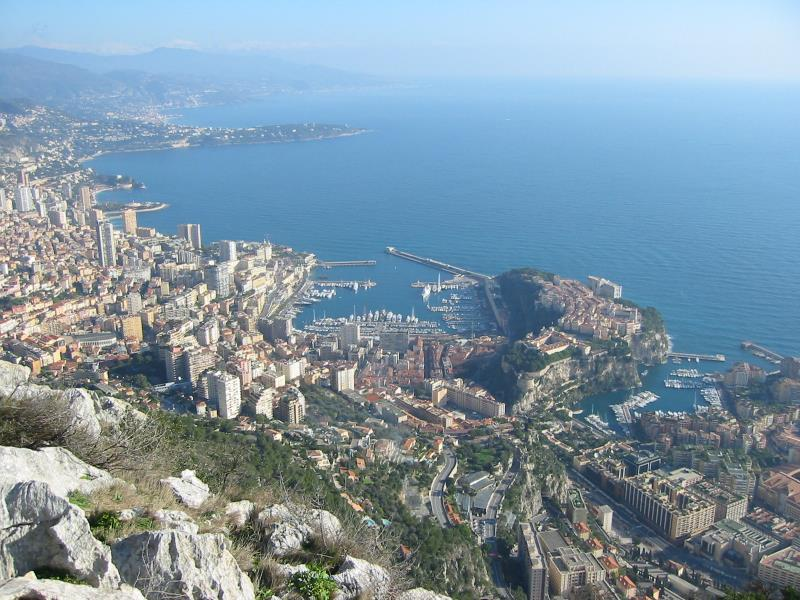
Mónaco, 1,95 km².
Parque del Retiro de Madrid, 1,18 km².
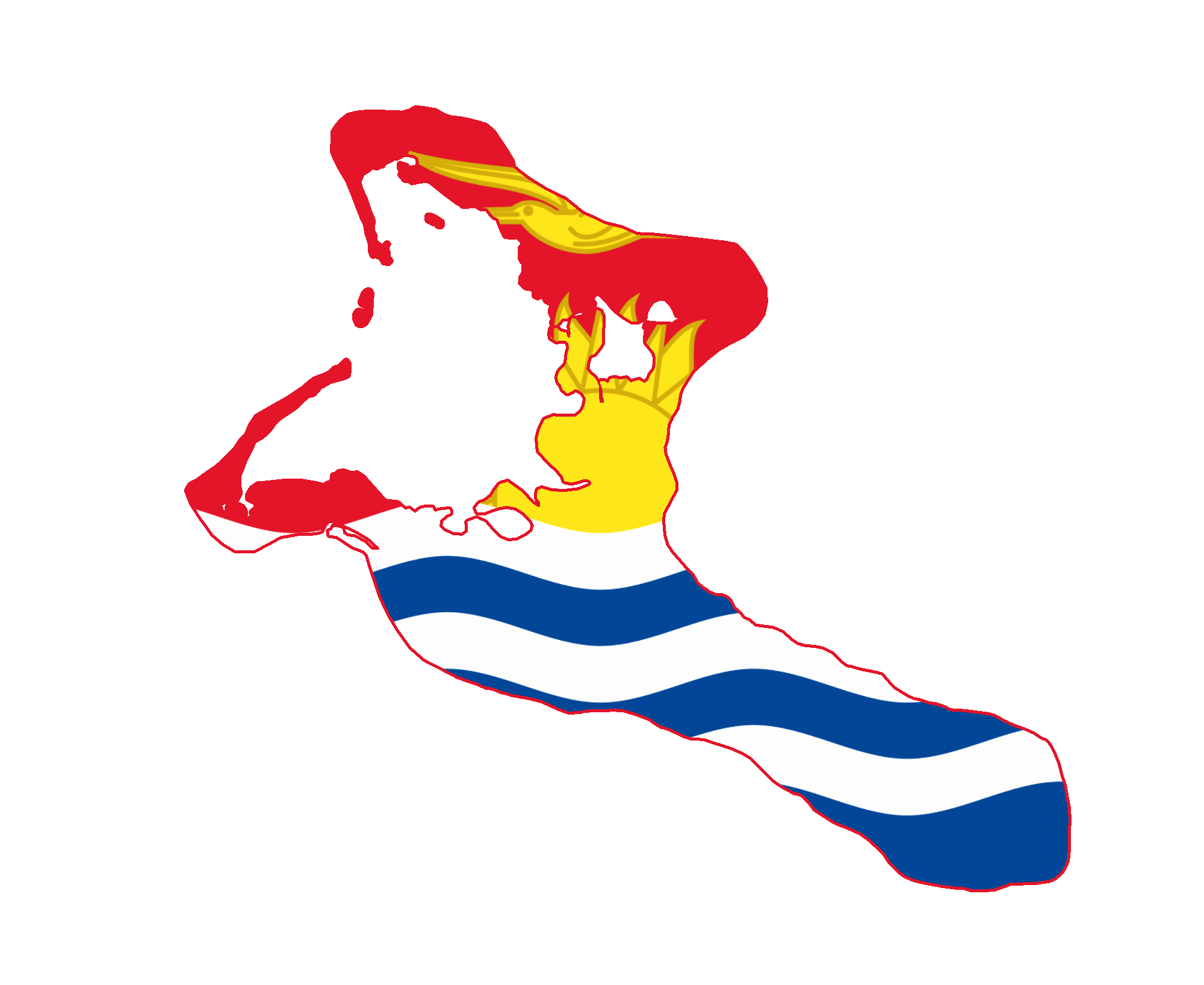
Kiribati, 810 km².